# Slater (cráter)

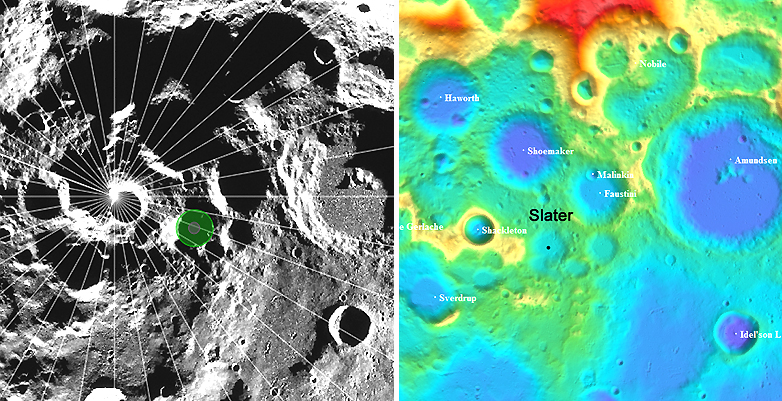
Plano lunar LAC-144

Slater es un cráter de impacto cercano al Polo Sur de la Luna. Entre los elementos más cercanos figuran los cráteres Faustini contiguo por el oeste; Amundsen en el noroeste; Wiechert en el noreste; Sverdrup en el sureste; y Shackleton en el sur.
|  |

Presenta una forma casi circular, con un aterrazamiento en la parte oriental, moderadamente erosionada. El borde del cráter y su pendiente interna están marcados por varios cráteres pequeños. Al igual que en el caso del cráter Shackleton, el fondo de Slater se halla en una oscuridad casi perpetua.
El nombre del cráter fue adoptado por la UAI en mayo de 2015 en memoria del científico planetario estadounidense David C. Slater (1957-2011).